# Liste von Stahlachterbahnen
Alphabetische Aufstellung von Stahlachterbahnen.
Es sind 5648 Stahlachterbahnen weltweit in Betrieb. Diese Liste ist nicht vollständig und wird fortlaufend erweitert. Sie enthält alle in Deutschland betriebenen stationären Achterbahnen und einige stillgelegte Bahnen, zu denen gesicherte Daten vorliegen.
| Achterbahn | Betreiber                                          | Land                         | Hersteller / Designer                 | Typ                            | Eröffnung                                                                      |
| --- | -------------------------------------------------- | ---------------------------- | ------------------------------------- | ------------------------------ | ------------------------------------------------------------------------------ |
| 10 Inversion Roller Coaster                                                                                          | Chimelong Paradise                                 | Volksrepublik China          | Intamin                               | Sitzend                        | Februar 2006                                                                   |
| Abismo | Parque de Atracciones de Madrid                    | Spanien                      | Maurer Söhne                          | Sitzend                        | 27. Juni 2006                                                                  |
| Achterbahn | Bayernpark                                         | Deutschland                  | Zierer Rides                          | Sitzend                        | 2001                                                                           |
| Achterbahn | Erlebnispark Schloss Thurn                         | Deutschland                  | FAB                                   | Sitzend                        |                                                                                |
| Achterbahn | Freizeitpark Kirchhorst                            | Deutschland                  |                                       | Sitzend                        | stillgelegt spätestens 1985                                                    |
| Achterbahn | Kernie’s Familienpark                              | Deutschland                  | Zamperla                              | Sitzend, Angetrieben           |                                                                                |
| Achterbahn | Nordsee Spielstadt Wangerland                      | Deutschland                  | Zamperla                              | Sitzend                        | 1991                                                                           |
| Achterbahn | Rasti-Land                                         | Deutschland                  | Vekoma                                | Sitzend                        | 1989                                                                           |
| Achterbahn | Tier- und Freizeitpark Thüle                       | Deutschland                  | Zierer Rides                          | Sitzend                        | 1999                                                                           |
| Achterbahn | Trampoline am See                                  | Deutschland                  | SBF Visa Group                        | Sitzend                        | 11. Februar 2006                                                               |
| Achterbahn | Ticiland                                           | Schweiz                      | Zierer Rides                          | Sitzend                        | 10. Oktober 2020                                                               |
| Acorn Adventure | Genting SkyWorlds                                  | Malaysia                     | Beijing Shibaolai Amusement Equipment | Sitzend                        | 30. April 2022                                                                 |
| Acrobat | Nagashima Spa Land                                 | Japan                        | Bolliger & Mabillard                  | Flying                         | 18. Juli 2015                                                                  |
| Adventure Express | Kings Island                                       | Vereinigte Staaten           | Arrow Dynamics                        | Sitzend                        | 13. April 1991                                                                 |
| Afterburn 1999–2007: Top Gun – The Jet Coaster                                                                       | Carowinds                                          | Vereinigte Staaten           | Bolliger & Mabillard                  | Inverted                       | 20. März 1999                                                                  |
| Afterburner | Fun Spot                                           | Vereinigte Staaten           | Arrow Dynamics                        | Sitzend                        | 1991                                                                           |
| Aftershock | Silverwood Theme Park                              | Vereinigte Staaten           | Vekoma                                | Sitzend, Shuttle               | 21. Juli 2008                                                                  |
| Air | Alton Towers                                       | England                      | Bolliger & Mabillard                  | Flying                         | 16. März 2002                                                                  |
| Alpenexpress | Europa-Park                                        | Deutschland                  | Mack Rides                            | Sitzend, Powered               | (1.0 1984-2023) 2024                                                           |
| Alpengeist | Busch Gardens Europa                               | Vereinigte Staaten           | Bolliger & Mabillard                  | Inverted                       | 22. März 1997                                                                  |
| Alpenflug | Skyline Park                                       | Deutschland                  | Schwarzkopf                           | Sitzend                        | 1967                                                                           |
| Alpina Bahn | Bruch, transportabel                               | Deutschland                  | Schwarzkopf                           | Sitzend                        | 16. Juli 1983                                                                  |
| Alpine Bobsled | The Great Escape & Splashwater Kingdom             | Vereinigte Staaten           | Intamin                               | Bobbahn                        | 1998                                                                           |
| Anaconda | Gold Reef City                                     | Südafrika                    | Giovanola                             | Inverted                       | 1999                                                                           |
| Anaconda | Kings Dominion                                     | Vereinigte Staaten           | Arrow Dynamics                        | Sitzend                        | 23. März 1991                                                                  |
| Anubis: The Ride | Plopsaland Belgium                                 | Belgien                      | Gerstlauer Amusement Rides            | Sitzend                        | 5. April 2009                                                                  |
| Apollo’s Chariot | Busch Gardens Europe                               | Vereinigte Staaten           | Bolliger & Mabillard                  | Sitzend                        | 27. März 1999                                                                  |
| Atlantica SuperSplash                                                                                                | Europa-Park                                        | Deutschland                  | Mack Rides                            | Sitzend, Wasser                | 19. März 2005                                                                  |
| Atlantis Adventure                                                                                                   | Lotte World                                        | Südkorea                     | Intamin                               | Sitzend                        | 26. Oktober 2003                                                               |
| Avalanche | Pleasure Beach Resort                              | Vereinigtes Königreich       | Mack Rides                            | Bobbahn                        | 22. Juni 1988                                                                  |
| Avatar Airbender | Nickelodeon Universe                               | Vereinigte Staaten           | Intamin                               | Sitzend, Shuttle               | 15. März 2008                                                                  |
| Back Lot Stunt Coaster 2005–2007: Italian Job: Stunt Track                                                           | Canada’s Wonderland                                | Kanada                       | Premier Rides                         | Sitzend                        | 1. Mai 2005                                                                    |
| Backlot Stunt Coaster 2006–2007: Italian Job Turbo Coaster                                                           | Kings Dominion                                     | Vereinigte Staaten           | Premier Rides                         | Sitzend                        | 27. Mai 2006                                                                   |
| Backlot Stunt Coaster 2005–2007: Italian Job: Stunt Track                                                            | Kings Island                                       | Vereinigte Staaten           | Premier Rides                         | Sitzend                        | 20. Mai 2005                                                                   |
| Backyardigans: Mission to Mars 2005–2007: Rocket Rider Rollercoaster 1996–2004: Coyote’s und Roadrunner’s Achterbahn | Movie Park Germany                                 | Deutschland                  | Vekoma                                | Sitzend                        | 1996                                                                           |
| Bandit | Yomiuriland                                        | Japan                        | Togo                                  | Sitzend                        | März 1988                                                                      |
| Batman – The Dark Knight                                                                                             | Six Flags New England                              | Vereinigte Staaten           | Bolliger & Mabillard                  | Sitzend                        | 20. April 2002                                                                 |
| Batman And Robin: The Chiller                                                                                        | Six Flags Great Adventure                          | Vereinigte Staaten           | Premier Rides                         | Sitzend                        | 1998 Schließung: 2007                                                          |
| Batman The Escape | Six Flags AstroWorld                               | Vereinigte Staaten           | Intamin                               | Stehend                        | 1993 Schließung: 30. Oktober 2005                                              |
| Batman la Fuga | Parque Warner Madrid                               | Spanien                      | Bolliger & Mabillard                  | Inverted                       | 6. April 2002                                                                  |
| Batman The Ride | Six Flags Great Adventure                          | Vereinigte Staaten           | Bolliger & Mabillard                  | Inverted                       | 1. Mai 1993                                                                    |
| Batman The Ride | Six Flags Great America                            | Vereinigte Staaten           | Bolliger & Mabillard                  | Inverted                       | 9. Mai 1992                                                                    |
| Batman The Ride | Six Flags Magic Mountain                           | Vereinigte Staaten           | Bolliger & Mabillard                  | Inverted                       | 26. März 1994                                                                  |
| Batman The Ride | Six Flags México                                   | Mexiko                       | Vekoma                                | Inverted                       | 14. April 2000                                                                 |
| Batman The Ride | Six Flags Over Georgia                             | Vereinigte Staaten           | Bolliger & Mabillard                  | Inverted                       | 3. Mai 1997                                                                    |
| Batman The Ride | Six Flags Over Texas                               | Vereinigte Staaten           | Bolliger & Mabillard                  | Inverted                       | 26. Mai 1999                                                                   |
| Goliath | Six Flags Fiesta Texas                             | Vereinigte Staaten           | Bolliger & Mabillard                  | Inverted                       | 18. April 2008                                                                 |
| Batman The Ride | Six Flags St. Louis                                | Vereinigte Staaten           | Bolliger & Mabillard                  | Inverted                       | 22. April 1995                                                                 |
| Batman: The Ride | Six Flags New Orleans                              | Vereinigte Staaten           | Bolliger & Mabillard                  | Inverted                       | 12. April 2003 Schließung: August 2006                                         |
| Battlestar Galactica                                                                                                 | Universal Studios Singapur                         | Singapur                     | Vekoma                                | Sitzend / inverted             | 18. März 2010                                                                  |
| Batukai-Racer | Serengeti-Park                                     | Deutschland                  | Technical Park                        | Sitzend                        | 05. September 2020                                                             |
| Batwing | Six Flags America                                  | Vereinigte Staaten           | Vekoma                                | Flying                         | 16. Juni 2001                                                                  |
| Behemoth | Canada’s Wonderland                                | Kanada                       | Bolliger & Mabillard                  | Sitzend                        | 4. Mai 2008                                                                    |
| Big Boom | Nasu Highland Park                                 | Japan                        | Meisho Amusement                      | Sitzend                        | 1987                                                                           |
| Big Loop | Heide-Park Soltau                                  | Deutschland                  | Vekoma                                | Sitzend                        | 1983                                                                           |
| Big Thunder Mountain                                                                                                 | Disneyland Resort Paris – Disneyland Park          | Frankreich                   | Vekoma                                | Sitzend                        | April 1992                                                                     |
| Big Thunder Mountain                                                                                                 | Tokyo Disneyland                                   | Japan                        |                                       | Sitzend                        | 1987                                                                           |
| Big Thunder Mountain Railroad                                                                                        | Disneyland                                         | Vereinigte Staaten           |                                       | Sitzend                        | 1979                                                                           |
| Big Thunder Mountain Railroad                                                                                        | Walt Disney World – Magic Kingdom                  | Vereinigte Staaten           |                                       | Sitzend                        | 15. November 1980                                                              |
| Bizarro 1999–2008: Medusa                                                                                            | Six Flags Great Adventure                          | Vereinigte Staaten           | Bolliger & Mabillard                  | Sitzend                        | 2. April 1999                                                                  |
| Bizarro 2000–2008: Superman: Ride of Steel                                                                           | Six Flags New England                              | Vereinigte Staaten           | Intamin                               | Sitzend                        | 5. Mai 2000                                                                    |
| Braus & Saus | Potts Park                                         | Deutschland                  | ART Engineering GmbH                  | Sitzend                        | 2025                                                                           |
| Black Hole 1989–?: Black Hole II 1988: New Black Hole 1983–1987: Black Hole                                          | Alton Towers                                       | Vereinigtes Königreich       | Schwarzkopf                           | Sitzend                        | 1983 Schließung: 5. März 2005                                                  |
| Black Hole | Schierenbeck, transportabel                        | Deutschland                  | Zierer Rides                          | Sitzend                        | 1986                                                                           |
| Black Mamba | Phantasialand                                      | Deutschland                  | Bolliger & Mabillard                  | Inverted                       | 24. Mai 2006                                                                   |
| Blauer Enzian | Freizeit-Land Geiselwind                           | Deutschland                  | Mack Rides                            | Sitzend, Powered               |                                                                                |
| Blue Fire | Europa-Park                                        | Deutschland                  | Mack Rides                            | Sitzend, Launched              | 2009                                                                           |
| Blue Tornado | Gardaland                                          | Italien                      | Vekoma                                | Inverted                       | 1998                                                                           |
| BMRX, März 1987–1996: Bavarian Mountain Railroad                                                                     | Kobe Portopialand                                  | Japan                        | Zierer Rides                          | Sitzend                        | März 1987, Schließung: 31. März 2006                                           |
| Bobbaan | Efteling                                           | Niederlande                  | Intamin                               | Sitzend                        | 1985                                                                           |
| Boomerang (mehrere Achterbahnen, siehe Liste von Achterbahnen vom Typ Boomerang)                                     | verschiedene Betreiber                             | verschiedene Länder          | Vekoma                                | Sitzend                        |                                                                                |
| Boomerang 2001–2003: Achtbaan                                                                                        | Toverland                                          | Niederlande                  | Vekoma                                | Sitzend                        | 2001                                                                           |
| Booster Bike | Toverland                                          | Niederlande                  | Vekoma                                | Sitzend                        | 27. Juli 2004                                                                  |
| Bullet | Flamingo Land Theme Park & Zoo                     | Vereinigtes Königreich       | Schwarzkopf                           | Sitzend                        | 1991 Schließung: 25. September 2005                                            |
| Bumerang | Freizeitzentrum SchiederSee                        | Deutschland                  | Heege Freizeittechnik                 | Sitzend                        | 1991                                                                           |
| Butterfly | Erlebnispark Steinau                               | Deutschland                  | Heege Freizeittechnik                 | Sitzend                        | 1998                                                                           |
| Butterfly | Erlebnispark Ziegenhagen                           | Deutschland                  | Heege Freizeittechnik                 | Sitzend                        | 1995                                                                           |
| Butterfly | Erlebnistierpark Memleben                          | Deutschland                  | Heege Freizeittechnik                 | Sitzend                        | 2006                                                                           |
| Butterfly | Erlebniswelt Seilbahnen Thale                      | Deutschland                  | Heege Freizeittechnik                 | Sitzend                        | 2000                                                                           |
| Butterfly | Erse-Park                                          | Deutschland                  | Heege Freizeittechnik                 | Sitzend                        | 1990                                                                           |
| Butterfly (2×) | Freizeitpark Lochmühle                             | Deutschland                  | Heege Freizeittechnik                 | Sitzend                        | 1998                                                                           |
| Butterfly | Märchenwald Saalburg                               | Deutschland                  | Heege Freizeittechnik                 | Sitzend                        | 1995                                                                           |
| Butterfly | Salzberger Erlebnispark                            | Deutschland                  | Heege Freizeittechnik                 | Sitzend                        | 1989 Schließung: 2003                                                          |
| Butterfly | Tierpark Nadermann                                 | Deutschland                  | Heege Freizeittechnik                 | Sitzend                        | 1996                                                                           |
| Butterfly | Wild- und Freizeitpark Willingen                   | Deutschland                  | Heege Freizeittechnik                 | Sitzend                        | 1992                                                                           |
| Calamity Mine | Walibi Belgium                                     | Belgien                      | Vekoma                                | Sitzend                        | 1992                                                                           |
| California Screamin’                                                                                                 | Disney California Adventure Park                   | Vereinigte Staaten           | Intamin                               | Sitzend                        | 8. Februar 2001                                                                |
| Canobie Corkscrew | Canobie Lake Park                                  | Vereinigte Staaten           | Arrow Dynamics                        | Sitzend                        | 1987                                                                           |
| Canyon Blaster | Adventuredome                                      | Vereinigte Staaten           | Arrow Dynamics                        | Sitzend                        | 23. August 1993                                                                |
| Carolina Cyclone | Carowinds                                          | Vereinigte Staaten           | Arrow Dynamics                        | Sitzend                        | März 1980                                                                      |
| Cheetah Hunt | Busch Gardens Tampa                                | Vereinigte Staaten           | Intamin                               | Sitzend                        | 2011                                                                           |
| Chang | Six Flags Kentucky Kingdom                         | Vereinigte Staaten           | Bolliger & Mabillard                  | Stehend                        | April 1997, Schließung: 2009                                                   |
| Chicago Loop | Old Chicago                                        | Vereinigte Staaten           | Arrow Dynamics                        | Sitzend                        | 1975, Schließung: 1980                                                         |
| Cobra | La Ronde                                           | Kanada                       | Intamin                               | Stehend                        | 1995                                                                           |
| Colorado Adventure                                                                                                   | Phantasialand                                      | Deutschland                  | Vekoma                                | Sitzend                        | 11. Mai 1996                                                                   |
| Colossus | Thorpe Park                                        | Vereinigtes Königreich       | Intamin                               | Sitzend                        | 22. März 2002                                                                  |
| Cop Car Chase 1996–2004: Lethal Weapon Pursuit                                                                       | Movie Park Germany                                 | Deutschland                  | Intamin                               | Sitzend                        | Juni 1996 Schließung: 2006                                                     |
| Corkscrew, vorher: Magic City Express                                                                                | Alabama City Express                               | Vereinigte Staaten           | Arrow Dynamics                        | Sitzend                        | 1982, Schließung: 1986                                                         |
| Corkscrew | Cedar Point                                        | Vereinigte Staaten           | Arrow Dynamics                        | Sitzend                        | 15. Mai 1976                                                                   |
| Corkscrew | Silverwood Theme Park                              | Vereinigte Staaten           | Arrow Dynamics                        | Sitzend                        | 1990                                                                           |
| Corkscrew | Valleyfair!                                        | Vereinigte Staaten           | Arrow Dynamics                        | Sitzend                        | 1980                                                                           |
| Crazy Bats 2001–2008: Temple of the Night Hawk 1988–2000: Space Center                                               | Phantasialand                                      | Deutschland                  | Vekoma                                | Sitzend                        | 2. April 1988                                                                  |
| Crazy Mine | Hansa-Park                                         | Deutschland                  | Maurer Söhne                          | Sitzend                        | 1997                                                                           |
| Crush’s Coaster | Disneyland Resort Paris – Walt Disney Studios Park | Frankreich                   | Maurer Söhne                          | Sitzend, Spinning              | 16. Mai 2007                                                                   |
| Crystal Wing | Happy Valley                                       | Volksrepublik China          | Bolliger & Mabillard                  | Flying                         | 9. Juli 2006                                                                   |
| Cyclone | Dreamworld                                         | Australien                   | Arrow Dynamics                        | Sitzend                        | 26. Dezember 2001                                                              |
| Daidarasaurus | Expoland                                           | Japan                        | Sansei Technologies                   | Sitzend                        | 1970 Schließung: 9. Dezember 2007                                              |
| Dare Devil Dive | Six Flags Over Georgia                             | Vereinigte Staaten           | Gerstlauer Amusement Rides            | Sitzend                        | 2011                                                                           |
| De Vliegende Hollander                                                                                               | Efteling                                           | Niederlande                  | KumbaK Coasters                       | Sitzend, Wasser                | 1. April 2007                                                                  |
| Déjà Vu | Six Flags Magic Mountain                           | Vereinigte Staaten           | Vekoma                                | Inverted                       | 25. August 2001                                                                |
| Demon | California’s Great America                         | Vereinigte Staaten           | Arrow Dynamics                        | Sitzend                        | 29. Mai 1976                                                                   |
| Demon | Six Flags Great America                            | Vereinigte Staaten           | Arrow Dynamics                        | Sitzend                        | 29. Mai 1976                                                                   |
| Der Flitzer | Adventureland                                      | Vereinigte Staaten           | Zierer Rides                          | Sitzend                        | 1975 Schließung: 1990                                                          |
| Desert Race | Heide-Park Soltau                                  | Deutschland                  | Intamin                               | Sitzend, Abschuss              | 15. Mai 2007                                                                   |
| Desperado | Buffalo Bill’s Resort & Casino                     | Vereinigte Staaten           | Arrow Dynamics                        | Sitzend                        | 1994                                                                           |
| Devil’s Mine | Fort Fun Abenteuerland                             | Deutschland                  | Vekoma                                | Sitzend                        | 1996                                                                           |
| Diamondback | Kings Island                                       | Vereinigte Staaten           | Bolliger & Mabillard                  | Sitzend                        | April 2009                                                                     |
| Die heiße Fahrt, 2005: Klotticoaster                                                                                 | Wild- und Freizeitpark Klotten                     | Deutschland                  | Gerstlauer Amusement Rides            | Sitzend                        | 1. April 2004                                                                  |
| Die! Wilde Maus | Serengeti-Park                                     | Deutschland                  | S&MC                                  | Sitzend                        | 2007                                                                           |
| Disaster Transport 1985–1989: Avalanche Run                                                                          | Cedar Point                                        | Vereinigte Staaten           | Intamin                               | Bobbahn                        | 11. Mai 1985                                                                   |
| Dive Coaster | Chimelong Paradise                                 | Volksrepublik China          | Bolliger & Mabillard                  | Sitzend                        | 2008                                                                           |
| Diving Coaster: Vanish!                                                                                              | Yokohama Cosmosworld                               | Japan                        | Senyo Kogyo                           | Sitzend                        | März 1999                                                                      |
| Diving Machine G5 | Janfusun Fancyworld                                | Taiwan                       | Bolliger & Mabillard                  | Sitzend                        | 29. März 2000                                                                  |
| Dodonpa | Fuji-Q Highland                                    | Japan                        | S&S Power                             | Sitzend, Abschuss              | 21. Dezember 2001                                                              |
| Dominator | Kings Dominion                                     | Vereinigte Staaten           | Bolliger & Mabillard                  | Sitzend                        | 24. Mai 2008                                                                   |
| Double Loop | Geauga Lake & Wildwater Kingdom                    | Vereinigte Staaten           | Arrow Dynamics                        | Sitzend                        | 1977 Schließung: 16. September 2007                                            |
| Double Loop Coaster                                                                                                  | Kōbe PortopiaLand                                  | Japan                        | Schwarzkopf                           | Sitzend                        | März 1981 Schließung: 31. März 2006                                            |
| Drachen-Achterbahn                                                                                                   | Tier- und Freizeitpark Thüle                       | Deutschland                  | Zierer Rides                          | Sitzend                        | 1998                                                                           |
| Drachen Bahn | Taunus Wunderland                                  | Deutschland                  | Zamperla                              | Sitzend                        |                                                                                |
| Drachen Fire | Busch Gardens Europe                               | Vereinigte Staaten           | Arrow Dynamics                        | Sitzend                        | 4. April 1992 Schließung: Juli 1998                                            |
| Drachenjagd | Legoland Deutschland                               | Deutschland                  | Gerstlauer Amusement Rides            | Sitzend                        | Juni 2003                                                                      |
| Drachenritt | Belantis                                           | Deutschland                  | Gerstlauer Amusement Rides            | Sitzend                        | 5. April 2003                                                                  |
| Dragon Challenge, 1999–2009: Dueling Dragons                                                                         | Universal Studios Islands of Adventures            | Vereinigte Staaten           | Bolliger & Mabillard                  | Inverted                       | 28. Mai 1999                                                                   |
| Dragon Khan | PortAventura                                       | Spanien                      | Bolliger & Mabillard                  | Sitzend                        | 2. Mai 1995                                                                    |
| Dragon Mountain | Marineland Theme Park                              | Kanada                       | Arrow Dynamics                        | Sitzend                        | 1983                                                                           |
| Dragon’s Fury | Chessington World of Adventures                    | Vereinigtes Königreich       | Maurer Söhne                          | Sitzend, Spinning              | 27. März 2004                                                                  |
| Dream Catcher 1987–2005: Air Race                                                                                    | Bobbejaanland                                      | Belgien                      | Vekoma                                | Suspended                      | 1987                                                                           |
| Drehgondelbahn | Freizeit-Land Geiselwind                           | Deutschland                  | Zierer Rides                          | Sitzend                        | 1996                                                                           |
| Dreier Looping | Rudolf Barth                                       | Deutschland                  | Schwarzkopf                           | Sitzend                        | 1984, Schließung: 1996                                                         |
| Dschungel-Bahn | Funhall Mering                                     | Deutschland                  | Heege Freizeittechnik                 | Sitzend                        | 2003–2006 Schließung: 25. Mai 2008                                             |
| Dwervelwind | Toverland                                          | Niederlande                  | Mack Rides                            | Spinning                       | 29. September 2012                                                             |
| Dæmonen | Tivoli Gardens                                     | Dänemark                     | Bolliger & Mabillard                  | Sitzend                        | 16. April 2004                                                                 |
| Eejanaika | Fuji-Q Highland                                    | Japan                        | S&S Power                             | 4th Dimension                  | 19. Juli 2006                                                                  |
| Eichhörnchenbahn | Freizeitpark Lochmühle                             | Deutschland                  | Zierer Rides                          | Sitzend                        | 1992                                                                           |
| Euro-Mir | Europa-Park                                        | Deutschland                  | Mack Rides                            | Sitzend, Spinning              | 1997                                                                           |
| Eurosat | Europa-Park                                        | Deutschland                  | Mack Rides                            | Sitzend                        | 1989                                                                           |
| Euro-Star | Bruch, transportabel                               | Deutschland                  | Intamin / Giovanola                   | Inverted                       | 1995                                                                           |
| Excalibur | Valleyfair!                                        | Vereinigte Staaten           | Arrow Dynamics                        | Sitzend                        | 1989                                                                           |
| Expedition Everest                                                                                                   | Walt Disney World – Animal Kingdom                 | Vereinigte Staaten           | Vekoma                                | Sitzend                        | 7. April 2006                                                                  |
| Expedition GeForce                                                                                                   | Plopsaland Deutschland                             | Deutschland                  | Intamin                               | Sitzend                        | 18. Juni 2001                                                                  |
| Exterminator | Kennywood                                          | Vereinigte Staaten           | Reverchon                             | Sitzend                        | 18. April 1999                                                                 |
| Extreme Rusher | Happy Valley                                       | Volksrepublik China          | S&S Power                             | Sitzend                        | 2010                                                                           |
| Fahrenheit | Hersheypark                                        | Vereinigte Staaten           | Intamin                               | Sitzend                        | 24. Mai 2008                                                                   |
| Falcon | Duinrell                                           | Niederlande                  | Gerstlauer Amusement Rides            | Sitzend                        | 14. Mai 2009                                                                   |
| Familien-Achterbahn                                                                                                  | Eifelpark                                          | Deutschland                  | Zierer Rides                          | Sitzend                        | 1995                                                                           |
| Familien-Achterbahn                                                                                                  | Tolk-Schau                                         | Deutschland                  | Zierer Rides                          | Sitzend                        | 1995                                                                           |
| Familienachterbahn                                                                                                   | Erse-Park                                          | Deutschland                  | Zierer Rides                          | Sitzend                        | 1992                                                                           |
| Familienachterbahn-Drachenbahn                                                                                       | Erlebnispark Schloss Thurn                         | Deutschland                  | Zierer Rides                          | Sitzend                        | 1998                                                                           |
| Familienachterbahn                                                                                                   | Magic Park Verden                                  | Deutschland                  | Zierer Rides                          | Sitzend                        | 2003                                                                           |
| Familienachterbahn                                                                                                   | Schloss Beck                                       | Deutschland                  | Zierer Rides                          | Sitzend                        | 1987                                                                           |
| Feuerdrache | Legoland Deutschland                               | Deutschland                  | Zierer Rides                          | Sitzend                        | 2002                                                                           |
| Fiorano GT Challenge                                                                                                 | Ferrari World                                      | Vereinigte Arabische Emirate | Maurer Söhne                          | Sitzend                        | 2010                                                                           |
| Firehawk | Kings Island                                       | Vereinigte Staaten           | Vekoma                                | Flying                         | 26. Mai 2007                                                                   |
| Flashback | Six Flags Magic Mountain                           | Vereinigte Staaten           | Intamin                               | Sitzend                        | 25. April 1992, Schließung: 2003                                               |
| Flinker Fridolin | Panorama-Park                                      | Deutschland                  | Zierer Rides                          | Sitzend                        | 1993 Schließung: 2007                                                          |
| Flight Deck 1993–2007: Top Gun                                                                                       | California’s Great America                         | Vereinigte Staaten           | Bolliger & Mabillard                  | Inverted                       | 19. März 1993                                                                  |
| Flight Deck 1993–2007: Top Gun                                                                                       | Kings Island                                       | Vereinigte Staaten           | Arrow Dynamics                        | Suspended                      | 9. April 1993                                                                  |
| Flight of Fear | Kings Dominion                                     | Vereinigte Staaten           | Premier Rides                         | Sitzend                        | 18. Juni 1996                                                                  |
| Flight of Fear | Kings Island                                       | Vereinigte Staaten           | Premier Rides                         | Sitzend                        | 1996                                                                           |
| Flucht von Novgorod                                                                                                  | Hansa-Park                                         | Deutschland                  | Gerstlauer Amusement Rides            | Sitzend; Launched Euro-Fighter | 2009                                                                           |
| Fly – The Great Nor’Easter                                                                                           | Morey’s Piers                                      | Vereinigte Staaten           | Vekoma                                | Inverted                       | 1995                                                                           |
| Flying Tiger früher: Super Tornado                                                                                   | Safariland Stukenbrock                             | Deutschland                  | Vekoma                                | Sitzend                        | 1981                                                                           |
| Force One | Schwaben Park                                      | Deutschland                  | Zierer Rides                          | Sitzend                        | 18. Mai 2010                                                                   |
| Formula Rossa | Ferrari World                                      | Vereinigte Arabische Emirate | Intamin                               | Sitzend                        | 28. Oktober 2010                                                               |
| Formule X | Drievliet Family Park                              | Niederlande                  | Maurer Söhne                          | Sitzend, Abschuss              | 6. April 2007                                                                  |
| Freischütz | Bayern-Park                                        | Deutschland                  | Maurer Söhne                          | Sitzend, Abschuss              | 2011                                                                           |
| French Revolution | Lotte World                                        | Südkorea                     | Vekoma                                | Sitzend                        | 1989                                                                           |
| Froschbahn | Bayern-Park                                        | Deutschland                  | Zierer Rides                          | Sitzend                        | 1995                                                                           |
| Froschflitzer 1983–1998: Marienkäferbahn                                                                             | Serengeti-Park                                     | Deutschland                  | Zierer Rides                          | Sitzend                        | 1983                                                                           |
| Fujiyama | Fuji-Q Highland                                    | Japan                        | Togo                                  | Sitzend                        | Juli 1996                                                                      |
| Fun Express | Spreepark                                          | Deutschland                  | FAB                                   | Sitzend                        | 1996 Schließung: 2001                                                          |
| Furius Baco | PortAventura                                       | Spanien                      | Intamin                               | Sitzend                        | 5. Juni 2007                                                                   |
| G’sengte Sau | Erlebnispark Tripsdrill                            | Deutschland                  | Gerstlauer Amusement Rides            | Sitzend                        | 1998                                                                           |
| G-Force | Drayton Manor Park                                 | Vereinigtes Königreich       | Maurer Söhne                          | Sitzend                        | 26. Juli 2005                                                                  |
| Galaxie Express | Space Center                                       | Deutschland                  | Mack Rides                            | Sitzend, Powered               | 19. Dezember 2003 Schließung: 26. September 2004                               |
| Gebirgsbahn früher: Bob 1; Bobbahn 1                                                                                 | Phantasialand                                      | Deutschland                  | Schwarzkopf                           | Sitzend                        | 1975 am 1. Mai 2001 durch Brand zerstört                                       |
| Gemini | Cedar Point                                        | Vereinigte Staaten           | Arrow Dynamics                        | Sitzend                        | 1978                                                                           |
| Ghost Chaser 2005–2007: Mad Manor 2000–2004: Tom and Jerry’s Mouse in the House                                      | Movie Park Germany                                 | Deutschland                  | Mack Rides                            | Sitzend                        | 2000                                                                           |
| Gletscherblitz | Steinwasen-Park                                    | Deutschland                  | Mack Rides                            | Sitzend, Powered               |                                                                                |
| Goliath | La Ronde                                           | Kanada                       | Bolliger & Mabillard                  | Sitzend                        | 13. Mai 2006                                                                   |
| Goliath | Six Flags Magic Mountain                           | Vereinigte Staaten           | Giovanola                             | Sitzend                        | 11. Februar 2000                                                               |
| Goliath | Six Flags Over Georgia                             | Vereinigte Staaten           | Bolliger & Mabillard                  | Sitzend                        | 1. April 2006                                                                  |
| Goliath | Walibi Holland                                     | Niederlande                  | Intamin                               | Sitzend                        | 29. März 2002                                                                  |
| Goudurix | Parc Astérix                                       | Frankreich                   | Vekoma                                | Sitzend                        | 1989                                                                           |
| Gozimba | Serengeti-Park                                     | Deutschland                  | RES                                   | Inverted                       | 2025                                                                           |
| Green Lantern | Six Flags Great Adventure                          | Vereinigte Staaten           | Bolliger & Mabillard                  | Stehend                        | 2011                                                                           |
| Great Bear | Hersheypark                                        | Vereinigte Staaten           | Bolliger & Mabillard                  | Inverted                       | 23. Mai 1998                                                                   |
| Griffon | Busch Gardens Europe                               | Vereinigte Staaten           | Bolliger & Mabillard                  | Sitzend                        | 18. Mai 2007                                                                   |
| Grand Canyon-Bahn | Phantasialand                                      | Deutschland                  | Schwarzkopf                           | Sitzend, Powered               | 1978 am 1. Mai 2001 durch Brand zerstört                                       |
| Gravity Max | Discovery World                                    | Taiwan                       | Vekoma                                | Sitzend                        | 2002                                                                           |
| Grazy Worm | Schwaben Park                                      | Deutschland                  | Zierer Rides                          | Sitzend                        | 2003                                                                           |
| Grottenblitz | Heide-Park Soltau                                  | Deutschland                  | Mack Rides                            | Sitzend, Powered               | 1985                                                                           |
| Hair Raiser | Ocean Park                                         | Volksrepublik China          | Bolliger & Mabillard                  | Sitzend                        | 2011                                                                           |
| Hexenbesen | Erlebniswelt Seilbahnen Thale                      | Deutschland                  | Wiegand                               | Flying                         | 2003                                                                           |
| Hexenbesen | Ski- und Rodelarena Wasserkuppe                    | Deutschland                  | Wiegand                               | Suspended                      | 2007                                                                           |
| High Roller | Stratosphere Tower                                 | Vereinigte Staaten           | S&MC                                  | Sitzend                        | 29. April 1996 Schließung: 30. Dezember 2005                                   |
| Himalayabahn | Schwaben Park                                      | Deutschland                  | Schwarzkopf                           | Sitzend                        | 1989                                                                           |
| Hochschaubahn | Wiener Prater                                      | Österreich                   |                                       | Sitzend                        | ? Schließung: 1965                                                             |
| Hochschaubahn | Wiener Prater                                      | Österreich                   | Pinfari                               | Sitzend                        | 1966 Schließung: 1977                                                          |
| Hochschaubahn | Wiener Prater                                      | Österreich                   | Pinfari                               | Sitzend                        | 1979 Schließung: 1996 (zu sehen in James Bond 007 – Der Hauch des Todes, 1987) |
| Hollywood Dream: The Ride                                                                                            | Universal Studios Japan                            | Japan                        | Bolliger & Mabillard                  | Sitzend                        | 9. März 2007                                                                   |
| Hollywood Rip, Ride, Rockit                                                                                          | Universal Studios Florida                          | Vereinigte Staaten           | Maurer Söhne                          | Sitzend                        | 2009                                                                           |
| Holzwurmachterbahn                                                                                                   | Jaderpark                                          | Deutschland                  | Zierer Rides                          | Sitzend                        | 1996                                                                           |
| Höllenblitz – Der Coaster vor 2007: Star World, Magic Mountain                                                       | Renoldi, transportabel                             | Deutschland                  | Stein                                 | Sitzend                        | 1992                                                                           |
| Huracan | Belantis                                           | Deutschland                  | Gerstlauer Amusement Rides            | Sitzend                        | 26. Juni 2010                                                                  |
| Hydra the Revenge | Dorney Park & Wildwater Kingdom                    | Vereinigte Staaten           | Bolliger & Mabillard                  | Sitzend                        | 7. Mai 2005                                                                    |
| HyperSonic XLC | Kings Dominion                                     | Vereinigte Staaten           | S&S Power                             | Sitzend                        | 24. März 2001 Schließung: 2007                                                 |
| Incredible Hulk Coaster                                                                                              | Universal Studios Islands of Adventure             | Vereinigte Staaten           | Bolliger & Mabillard                  | Sitzend                        | 28. Mai 1999                                                                   |
| Indiana Jones et le Temple du Péril                                                                                  | Disneyland Resort Paris – Disneyland Park          | Frankreich                   | Intamin                               | Sitzend                        | 1993                                                                           |
| Indy-Blitz | Heide-Park                                         | Deutschland                  | Zierer Rides                          | Sitzend                        | 24. Mai 2008                                                                   |
| Insane, 2009: Tele2 Insane                                                                                           | Gröna Lund                                         | Schweden                     | Intamin                               | 4th Dimension                  | 25. April 2009                                                                 |
| Intimidator | Carowinds                                          | Vereinigte Staaten           | Bolliger & Mabillard                  | Sitzend                        | 2010                                                                           |
| Pantherian 2024: Project 305 2010–2023: Intimidator 305                                                              | Kings Dominion                                     | Vereinigte Staaten           | Intamin                               | Sitzend                        | 2010                                                                           |
| Iron Dragon | Cedar Point                                        | Vereinigte Staaten           | Arrow Dynamics                        | Suspended                      | 1987                                                                           |
| Iron Wolf | Six Flags Great America                            | Vereinigte Staaten           | Bolliger & Mabillard                  | Stehend                        | 28. April 1990                                                                 |
| iSpeed | Mirabilandia                                       | Italien                      | Intamin                               | Sitzend                        | 20. Juni 2009                                                                  |
| Jaguar | Knott’s Berry Farm                                 | Vereinigte Staaten           | Zierer Rides                          | Sitzend                        | 17. Juni 1995                                                                  |
| Jetline (Unfall 25. Juni 2023) 2002–2003: Berg- och Dalbanan 1988–2001: Jetline                                      | Gröna Lund                                         | Schweden                     | Schwarzkopf                           | Sitzend                        | 1988                                                                           |
| Jet Rescue | Sea World                                          | Australien                   | Intamin                               | Sitzend, Abschuss              | 26. Dezember 2008                                                              |
| Jet Star | Spreepark                                          | Deutschland                  | Schwarzkopf                           | Sitzend                        | 1970 Schließung: 2001                                                          |
| Jimmy Neutron’s Atomic Flyer                                                                                         | Movie Park Germany                                 | Deutschland                  | Vekoma                                | Inverted                       | März 2007                                                                      |
| Journey to Atlantis                                                                                                  | SeaWorld Orlando                                   | Vereinigte Staaten           | Mack Rides                            | Sitzend, Wasser                | 1998                                                                           |
| Journey to Atlantis                                                                                                  | SeaWorld San Antonio                               | Vereinigte Staaten           | Mack Rides                            | Sitzend, Wasser                | 11. Mai 2007                                                                   |
| Journey to Atlantis                                                                                                  | SeaWorld San Diego                                 | Vereinigte Staaten           | Mack Rides                            | Sitzend, Wasser                | 29. Mai 2004                                                                   |
| Jubilee Odyssey | Fantasy Island                                     | Vereinigtes Königreich       | Vekoma                                | Inverted                       | 25. Mai 2002                                                                   |
| Kanonen | Liseberg                                           | Schweden                     | Intamin                               | Sitzend, Abschuss              | 23. April 2005                                                                 |
| Kansas City-Express                                                                                                  | Fränkisches Wunderland                             | Deutschland                  | Mack Rides                            | Sitzend, Powered               | 1992                                                                           |
| Katun | Mirabilandia                                       | Italien                      | Bolliger & Mabillard                  | Inverted                       | 1. April 2000                                                                  |
| Kawasemi | Tōbu Dōbutsu Kōen                                  | Japan                        | Intamin                               | Sitzend                        | März 2008                                                                      |
| King Cobra | Kings Island                                       | Vereinigte Staaten           | Togo                                  | Stehend                        | 1984                                                                           |
| Kingda Ka | Six Flags Great Adventure                          | Vereinigte Staaten           | Intamin                               | Sitzend, Abschuss              | 21. Mai 2005                                                                   |
| Kirnu | Linnanmäki                                         | Finnland                     | Intamin                               | 4th Dimension                  | 27. April 2007                                                                 |
| Klondike Gold Mine 1984–1994: Python Looping Coaster                                                                 | Drayton Manor Park                                 | Vereinigtes Königreich       | Pinfari                               | Sitzend                        | 1984 Schließung: 2004                                                          |
| Klondike Gold Mine                                                                                                   | Funland Amusement Park                             | Vereinigtes Königreich       | Pinfari                               | Sitzend                        | 2005                                                                           |
| Knightmare | Camelot Theme Park                                 | Vereinigtes Königreich       | Zierer Rides                          | Sitzend                        | Juli 2007                                                                      |
| Krake | Heide-Park                                         | Deutschland                  | Bolliger & Mabillard                  | Sitzend                        | 2011                                                                           |
| Kraken | SeaWorld Orlando                                   | Vereinigte Staaten           | Bolliger & Mabillard                  | Sitzend                        | 1. Juni 2000                                                                   |
| Kumali | Flamingo Land Theme Park & Zoo                     | Vereinigtes Königreich       | Vekoma                                | Inverted                       | 1. April 2006                                                                  |
| Kumba | Busch Gardens Africa                               | Vereinigte Staaten           | Bolliger & Mabillard                  | Sitzend                        | 20. April 1993                                                                 |
| La Tarántula | Parque de Atracciones de Madrid                    | Spanien                      | Maurer Söhne                          | Sitzend, Spinning              | 14. Mai 2005                                                                   |
| La Vibora früher: Avalanche Bobsled                                                                                  | Six Flags Over Texas                               | Vereinigte Staaten           | Intamin                               | Sitzend                        | 1987                                                                           |
| Laser 1986–?: Colossus                                                                                               | Dorney Park & Wildwater Kingdom                    | Vereinigte Staaten           | Schwarzkopf                           | Sitzend                        | 1986 Schließung: 2008                                                          |
| Limit | Heide-Park Soltau                                  | Deutschland                  | Vekoma                                | Inverted                       | 1999                                                                           |
| Lisebergbanan | Liseberg                                           | Schweden                     | Zierer Rides, BHS                     | Sitzend                        | 18. April 1987                                                                 |
| Loch Ness Monster | Busch Gardens Europe                               | Vereinigte Staaten           | Arrow Dynamics                        | Sitzend                        | 1978                                                                           |
| Loopingbahn | Wiener Prater                                      | Österreich                   |                                       | Sitzend                        | Januar 1948 Schließung: 1950er                                                 |
| Looping Bahn | Wiener Prater                                      | Österreich                   | Pinfari                               | Sitzend                        | 1985 Schließung: 1995                                                          |
| Looping Star | Freizeitpark Kirchhorst                            | Deutschland                  | Schwarzkopf                           | Sitzend                        | 1979 Schließung: 1984/1985                                                     |
| Looping Star | Luneur                                             | Italien                      | Schwarzkopf                           | Sitzend                        | 2002 Schließung: 2007                                                          |
| Looping Star | Pleasureland Southport                             | Vereinigtes Königreich       | Schwarzkopf                           | Sitzend                        | 1985 Schließung: 1987                                                          |
| Looping Star | Parque de Atracciones de Madrid                    | Spanien                      | Schwarzkopf                           | Sitzend                        | Juni 1992 Schließung: 1998                                                     |
| Looping Star | Plutón Park                                        | Spanien                      | Schwarzkopf                           | Sitzend                        | 2000 Schließung: 2001                                                          |
| Lynet | Fårup Sommerland                                   | Dänemark                     | Gerstlauer Amusement Rides            | Sitzend                        | 5. Juni 2008                                                                   |
| Magic Mountain | Gardaland                                          | Italien                      | Vekoma                                | Sitzend                        | 1985                                                                           |
| Magnum Force | Flamingo Land Theme Park & Zoo                     | Vereinigtes Königreich       | Schwarzkopf                           | Sitzend                        | 2000, Schließung: 2005                                                         |
| Magnum XL-200 | Cedar Point                                        | Vereinigte Staaten           | Arrow Dynamics                        | Sitzend                        | 6. Mai 1989                                                                    |
| Mamba | Worlds of Fun                                      | Vereinigte Staaten           | Morgan                                | Sitzend                        | 18. April 1998                                                                 |
| Mammut | Gardaland                                          | Italien                      | Vekoma                                | Sitzend                        | 19. März 2008                                                                  |
| Manta | SeaWorld Orlando                                   | Vereinigte Staaten           | Bolliger & Mabillard                  | Flying                         | 22. Mai 2009                                                                   |
| Mantis | Cedar Point                                        | Vereinigte Staaten           | Bolliger & Mabillard                  | Stehend                        | 11. Mai 1996                                                                   |
| Marienkäferbahn | Fort Fun Abenteuerland                             | Deutschland                  | Zierer Rides                          | Sitzend                        | 1986                                                                           |
| Marienkäferbahn | Freizeit-Land Geiselwind                           | Deutschland                  | Zierer Rides                          | Sitzend                        | 1989                                                                           |
| Marienkäferbahn | Freizeitpark Kirchhorst                            | Deutschland                  | Zierer Rides                          | Sitzend                        | ? Schließung: spätestens 1985                                                  |
| Marienkäferbahn | Safariland Stukenbrock                             | Deutschland                  | Zierer Rides                          | Sitzend                        | 1979                                                                           |
| Marienkäferbahn | Traumland auf der Bärenhöhle                       | Deutschland                  | Zierer Rides                          | Sitzend                        | 1997                                                                           |
| Matterhorn Bobsleds                                                                                                  | Disneyland                                         | Vereinigte Staaten           | WED Enterprises, Arrow Dynamics       | Sitzend                        | 1959                                                                           |
| Matterhorn-Blitz | Europa-Park                                        | Deutschland                  | Mack Rides                            | Sitzend                        | 25. März 1999                                                                  |
| Mäuseachterbahn | Spielerei Rheda-Wiedenbrück                        | Deutschland                  | Zierer Rides                          | Sitzend                        | 1996 Schließung: 1999                                                          |
| Maverick | Cedar Point                                        | Vereinigte Staaten           | Intamin                               | Sitzend                        | 26. Mai 2007                                                                   |
| Mayan Mindbender | Six Flags AstroWorld                               | Vereinigte Staaten           | Vekoma                                | Sitzend                        | 1995 Schließung: 30. Oktober 2005                                              |
| Medusa | Six Flags Discovery Kingdom                        | Vereinigte Staaten           | Bolliger & Mabillard                  | Sitzend                        | 18. März 2000                                                                  |
| Megablitz | Wiener Prater                                      | Österreich                   | Vekoma                                | Sitzend                        | 1994                                                                           |
| Megaton | Greenland                                          | Japan                        | Togo                                  | Pipeline                       | 19. März 1994                                                                  |
| Millennium Force | Cedar Point                                        | Vereinigte Staaten           | Intamin                               | Sitzend                        | 13. Mai 2000                                                                   |
| Millennium Roller Coaster                                                                                            | Fantasy Island                                     | Vereinigtes Königreich       | Vekoma                                | Sitzend                        | 22. Mai 1999                                                                   |
| Mind Bender | Six Flags Over Georgia                             | Vereinigte Staaten           | Schwarzkopf                           | Sitzend                        | 31. März 1978                                                                  |
| Mindbender | Galaxyland Amusement Park                          | Kanada                       | Schwarzkopf                           | Sitzend                        | 1985                                                                           |
| Mind Eraser | Elitch Gardens                                     | Vereinigte Staaten           | Vekoma                                | Inverted                       | 2. Juni 1997                                                                   |
| Monster | Walygator Parc                                     | Frankreich                   | Bolliger & Mabillard                  | Inverted                       | 2010                                                                           |
| Montaña Infinitum | La Feria Chapultepec Magico                        | Mexiko                       | Schwarzkopf                           | Sitzend                        | 2007                                                                           |
| Monte Makaya | Terra Encantada                                    | Brasilien                    | Intamin                               | Sitzend                        | 16. Januar 1998                                                                |
| Montu | Busch Gardens Africa                               | Vereinigte Staaten           | Bolliger & Mabillard                  | Inverted                       | 16. Mai 1996                                                                   |
| Moonsault Scramble                                                                                                   | Fuji-Q Highland                                    | Japan                        | Meisho Amusement Machines             | Sitzend                        | 24. Juni 1983                                                                  |
| MP-Xpress 2005: FX 2001–2004: Eraser                                                                                 | Movie Park Germany                                 | Deutschland                  | Vekoma                                | Inverted                       | 6. April 2001                                                                  |
| Mr. Freeze: Reverse Blast                                                                                            | Six Flags Over Texas                               | Vereinigte Staaten           | Premier Rides                         | Sitzend, Abschuss              | 1998                                                                           |
| Mr. Freeze: Reverse Blast                                                                                            | Six Flags St. Louis                                | Vereinigte Staaten           | Premier Rides                         | Sitzend, Abschuss              | April 1998                                                                     |
| Mumbo Jumbo | Flamingo Land Theme Park & Zoo                     | Vereinigtes Königreich       | S&S Power                             | Sitzend                        | 4. Juli 2009                                                                   |
| Mystery Mine | Dollywood                                          | Vereinigte Staaten           | Gerstlauer Amusement Rides            | Sitzend                        | 13. April 2007                                                                 |
| Nemesis | Alton Towers                                       | Vereinigtes Königreich       | Bolliger & Mabillard                  | Inverted                       | 19. März 1994                                                                  |
| Nemesis Inferno | Thorpe Park                                        | Vereinigtes Königreich       | Bolliger & Mabillard                  | Inverted                       | 5. April 2003                                                                  |
| Nessie | Hansa-Park                                         | Deutschland                  | Schwarzkopf                           | Sitzend                        | 1979                                                                           |
| Nighthawk | Carowinds                                          | Vereinigte Staaten           | Vekoma                                | Flying                         | 20. März 2004                                                                  |
| Ninja | Six Flags Magic Mountain                           | Vereinigte Staaten           | Arrow Dynamics                        | Suspended                      | 21. Mai 1988                                                                   |
| Ninja | Six Flags Over Georgia                             | Vereinigte Staaten           | Vekoma                                | Sitzend                        | 1. März 1992                                                                   |
| Ninja | Six Flags St. Louis                                | Vereinigte Staaten           | Vekoma                                | Sitzend                        | April 1989                                                                     |
| Nitro | Six Flags Great Adventure                          | Vereinigte Staaten           | Bolliger & Mabillard                  | Sitzend                        | 7. April 2001                                                                  |
| Oachkatzl | Märchenwald im Isartal                             | Deutschland                  | Gerstlauer Amusement Rides            | Sitzend                        | 1999                                                                           |
| Oblivion | Alton Towers                                       | Vereinigtes Königreich       | Bolliger & Mabillard                  | Sitzend                        | 14. März 1998                                                                  |
| Okidoki, 2004: Junior Coaster                                                                                        | Bobbejaanland                                      | Belgien                      | Vekoma                                | Sitzend                        | 3. April 2004                                                                  |
| Olympia Looping | Barth, transportabel                               | Deutschland                  | BHS                                   | Sitzend                        | 1989                                                                           |
| Orient Express | Worlds of Fun                                      | Vereinigte Staaten           | Arrow Dynamics                        | Sitzend                        | 4. April 1980 Schließung: 26. Oktober 2003                                     |
| Orochi | Expoland                                           | Japan                        | Bolliger & Mabillard                  | Inverted                       | 1996 Schließung: 9. Dezember 2007                                              |
| Orphan Rocker | Scenic World                                       | Australien                   |                                       | sitzend                        | Noch nicht eröffnet(2016)                                                      |
| Patriot | Worlds of Fun                                      | Vereinigte Staaten           | Bolliger & Mabillard                  | Inverted                       | 8. April 2006                                                                  |
| Pegasus | Europa-Park                                        | Deutschland                  | Mack Rides                            | Sitzend                        | 25. Mai 2006                                                                   |
| Pendelbahn | Potts Park                                         | Deutschland                  | Heege Freizeittechnik                 | Sitzend                        | 1985 Schließung: 2002                                                          |
| Pepsi Max Big One | Pleasure Beach, Blackpool                          | Vereinigtes Königreich       | Arrow Dynamics                        | Sitzend                        | 28. Mai 1994                                                                   |
| Phaethon | Gyeongju World                                     | Südkorea                     | Bolliger & Mabillard                  | Inverted                       | 5. Mai 2007                                                                    |
| Phantom’s Revenge 1991–2000: Steel Phantom                                                                           | Kennywood                                          | Vereinigte Staaten           | Arrow Dynamics                        | Sitzend                        | 1991                                                                           |
| Piraten | Djurs Sommerland                                   | Dänemark                     | Intamin                               | Sitzend                        | 1. Mai 2008                                                                    |
| Poltergeist | Six Flags Fiesta Texas                             | Vereinigte Staaten           | Premier Rides                         | Sitzend, Abschuss              | 28. Mai 1999                                                                   |
| Poseidon | Europa-Park                                        | Deutschland                  | Mack Rides                            | Sitzend, Wasser                | 2000                                                                           |
| Possessed, 2008: Voodoo                                                                                              | Dorney Park & Wildwater Kingdom                    | Vereinigte Staaten           | Intamin                               | Inverted                       | Mai 2008                                                                       |
| Potts Blitz | Potts Park                                         | Deutschland                  | Zierer Rides                          | Sitzend                        | 1993                                                                           |
| PowderKeg 1999–2003: BuzzSaw Falls                                                                                   | Silver Dollar City                                 | Vereinigte Staaten           | Premier Rides, S&S Power              | Sitzend, Abschuss              | 1999 Neueröffnung: 2005                                                        |
| Project X – Test Strecke                                                                                             | Legoland Deutschland                               | Deutschland                  | Mack Rides                            | Sitzend                        | 2002                                                                           |
| Pyrenees | Shima Spain Mura                                   | Japan                        | Bolliger & Mabillard                  | Inverted                       | 1997                                                                           |
| Python | Efteling                                           | Niederlande                  | Vekoma                                | Sitzend                        | 12. April 1981                                                                 |
| Rage | Adventure Island                                   | Vereinigtes Königreich       | Gerstlauer Amusement Rides            | Sitzend                        | 10. Februar 2007                                                               |
| Raging Bull | Six Flags Great America                            | Vereinigte Staaten           | Bolliger & Mabillard                  | Sitzend                        | 1. Mai 1999                                                                    |
| Raging Spirits | Tokyo DisneySea                                    | Japan                        | Sansei Technologies                   | Sitzend                        | 21. Juli 2005                                                                  |
| Raging Wolf Bobs | Geauga Lake & Wildwater Kingdom                    | Vereinigte Staaten           | Dinn Corporation                      | Sitzend                        | 1988, Schließung: 16. Juni 2007                                                |
| Raik | Phantasialand                                      | Deutschland                  | Vekoma                                | Sitzend                        | 30. Juni 2016                                                                  |
| Raptor | Cedar Point                                        | Vereinigte Staaten           | Bolliger & Mabillard                  | Inverted                       | 7. Mai 1994                                                                    |
| Raptor | Gardaland                                          | Italien                      | Bolliger & Mabillard                  | Sitzend                        | 11. April 2011                                                                 |
| Rasender Roland | Hansa-Park                                         | Deutschland                  | Vekoma                                | Sitzend                        | 1993                                                                           |
| Rasender Tausendfüßler                                                                                               | Erlebnispark Tripsdrill                            | Deutschland                  | Zierer Rides                          | Sitzend                        | 1986                                                                           |
| Raupe | Freizeitpark Plohn                                 | Deutschland                  | SBF Visa Group                        | Sitzend                        | 2006                                                                           |
| Revenge of the Mummy                                                                                                 | Universal Studios Florida                          | Vereinigte Staaten           | Premier Rides                         | Sitzend                        | 21. Mai 2004                                                                   |
| Revenge of the Mummy – The Ride                                                                                      | Universal Studios Hollywood                        | Vereinigte Staaten           | Premier Rides                         | Sitzend                        | 25. Mai 2004                                                                   |
| Revolution | Bobbejaanland                                      | Belgien                      | Vekoma                                | Sitzend                        | 1989                                                                           |
| Revolution 1981–1987: La Revolución 1976–1980: Great American Revolution                                             | Six Flags Magic Mountain                           | Vereinigte Staaten           | Schwarzkopf                           | Sitzend                        | 8. Mai 1976                                                                    |
| Ride of Steel 1999–2006: Superman: Ride of Steel                                                                     | Darien Lake                                        | Vereinigte Staaten           | Intamin                               | Sitzend                        | 15. Mai 1999                                                                   |
| Ring-Racer | Nürburgring                                        | Deutschland                  | S&S Power                             | Sitzend                        | 9. Juli 2009                                                                   |
| Rioolrat | Avonturenpark Hellendoorn                          | Niederlande                  | Zierer Rides                          | Sitzend                        | 1991 Schließung: 1995                                                          |
| Rita | Alton Towers                                       | England                      | Intamin                               | Sitzend, Abschuss              | 1. April 2005                                                                  |
| Rock ’n’ Roller Coaster                                                                                              | Disneyland Resort Paris – Walt Disney Studios Park | Frankreich                   | Vekoma                                | Sitzend, Abschuss              | 16. März 2002                                                                  |
| Rock ’n’ Roller Coaster                                                                                              | Walt Disney World – Disney’s Hollywood Studios     | Vereinigte Staaten           | Vekoma                                | Sitzend, Abschuss              | 29. Juli 1999                                                                  |
| Rodelbaan | De Waarbeek                                        | Niederlande                  |                                       | Sitzend                        | 1930er                                                                         |
| Roller Soaker | Hersheypark                                        | Vereinigte Staaten           | Setpoint                              | Suspended                      | 2002                                                                           |
| Rolling Thunder | Six Flags Great America                            | Vereinigte Staaten           | Intamin                               | Bobbahn                        | 1989, Schließung: 1995                                                         |
| Rothaarblitz | Panorama-Park                                      | Deutschland                  | Mack Rides                            | Sitzend, Powered               | Juni 1982 Schließung: 2007                                                     |
| Safari-Blitz-Kids | Serengeti-Park                                     | Deutschland                  | SBF Visa Group                        | 27. Mai 2020                   |                                                                                |
| Sarajevo Bobsled | Six Flags Great Adventure                          | Vereinigte Staaten           | Intamin                               | Bobbahn                        | 1984 Schließung: 1988                                                          |
| Saw – The Ride | Thorpe Park                                        | Vereinigtes Königreich       | Gerstlauer Amusement Rides            | Sitzend                        | 14. März 2009                                                                  |
| Schlange von Midgard                                                                                                 | Hansa-Park                                         | Deutschland                  | Gerstlauer Amusement Rides            | Sitzend                        | 15. April 2011                                                                 |
| Schweizer Bobbahn | Europa-Park                                        | Deutschland                  | Mack Rides                            | Bobbahn                        | 1985                                                                           |
| Schweizer Bobbahn | Heide-Park Soltau                                  | Deutschland                  | Mack Rides                            | Bobbahn                        | 1994                                                                           |
| Scorpion | Busch Gardens Africa                               | Vereinigte Staaten           | Schwarzkopf                           | Sitzend                        | 16. Mai 1980                                                                   |
| Scream! | Six Flags Magic Mountain                           | Vereinigte Staaten           | Bolliger & Mabillard                  | Sitzend                        | 12. April 2003                                                                 |
| Screw Coaster | Nara Dreamland                                     | Japan                        | Arrow Dynamics                        | Sitzend                        | 1978/1979 Schließung: 31. August 2006                                          |
| Senzafiato | Miragica                                           | Italien                      | Intamin                               | Sitzend                        | 2009                                                                           |
| Sequoia Adventure | Gardaland                                          | Italien                      | S&S Power                             | Sitzend                        | 30. April 2005                                                                 |
| SheiKra | Busch Gardens Africa                               | Vereinigte Staaten           | Bolliger & Mabillard                  | Sitzend                        | 21. Mai 2005                                                                   |
| Shock | Rainbow MagicLand                                  | Italien                      | Maurer Söhne                          | Sitzend                        | 25. April 2011                                                                 |
| Shock Wave | Six Flags Over Texas                               | Vereinigte Staaten           | Schwarzkopf                           | Sitzend                        | 1978                                                                           |
| Shockwave | Drayton Manor Park                                 | Vereinigtes Königreich       | Intamin                               | Stehend                        | 1994                                                                           |
| Shockwave | Kings Dominion                                     | Vereinigte Staaten           | Togo                                  | Stehend                        | 1986                                                                           |
| Shockwave | Six Flags Great Adventure                          | Vereinigte Staaten           | Intamin                               | Stehend                        | 1990 Schließung: 1992                                                          |
| Shockwave | Six Flags Great America                            | Vereinigte Staaten           | Arrow Dynamics                        | Sitzend                        | 3. Juni 1988 Schließung: 2002                                                  |
| Shockwave | Six Flags Magic Mountain                           | Vereinigte Staaten           | Intamin                               | Stehend                        | 1986 Schließung: 1988                                                          |
| Sierra Sidewinder | Knott’s Berry Farm                                 | Vereinigte Staaten           | Mack Rides                            | Sitzend                        | 26. Mai 2007                                                                   |
| Silver Bullet | Knott’s Berry Farm                                 | Vereinigte Staaten           | Bolliger & Mabillard                  | Inverted                       | 7. Dezember 2004                                                               |
| Silver Mine 2000–2005: Achterbahn                                                                                    | Freizeitpark Plohn                                 | Deutschland                  | Zierer Rides                          | Sitzend                        | 2000                                                                           |
| Silver Star | Europa-Park                                        | Deutschland                  | Bolliger & Mabillard                  | Sitzend                        | 23. März 2002                                                                  |
| Skatteøen | Djurs Sommerland                                   | Dänemark                     | Mack Rides                            | Sitzend                        | Mai 2011                                                                       |
| Skull Mountain | Six Flags Great Adventure                          | Vereinigte Staaten           | Intamin                               | Sitzend                        | 1996                                                                           |
| Sky Rider | Skyline Park                                       | Deutschland                  | Caripro                               | Suspended                      | 2001                                                                           |
| Sky Rocket | Kennywood                                          | Vereinigte Staaten           | Premier Rides                         | Sitzend                        | Mai 2010                                                                       |
| Sky Scream | Plopsaland Deutschland                             | Deutschland                  | Premier Rides                         | Sitzend                        | 2014                                                                           |
| Sky Wheel | Skyline Park                                       | Deutschland                  | Maurer Söhne                          | Sitzend                        | 2004                                                                           |
| Sonic Spinball bis 2009 Spinball Whizzer                                                                             | Alton Towers                                       | Vereinigtes Königreich       | Maurer Söhne                          | Sitzend, Spinning              | 27. März 2004                                                                  |
| Sooperdooperlooper                                                                                                   | Hersheypark                                        | Vereinigte Staaten           | Schwarzkopf                           | Sitzend                        | 4. Juli 1977                                                                   |
| Space Mountain | Walt Disney World – Magic Kingdom                  | Vereinigte Staaten           | Walter Elias Disney                   | Sitzend                        | 15. Januar 1975                                                                |
| Space Mountain: Mission 2 1995 – 16. Januar 2005: Space Mountain – De la terre à la lune                             | Disneyland Resort Paris – Disneyland Park          | Frankreich                   | Vekoma                                | Sitzend                        | 1995                                                                           |
| Speed Monster | TusenFryd                                          | Norwegen                     | Intamin                               | Sitzend, Abschuss              | 23. April 2006                                                                 |
| Speed – The Ride | Nascar Café                                        | Vereinigte Staaten           | Premier Rides                         | Sitzend, Abschuss              | 28. April 2000                                                                 |
| Speed: No Limits | Oakwood Theme Park                                 | Vereinigtes Königreich       | Gerstlauer Amusement Rides            | Sitzend                        | 13. April 2006                                                                 |
| Speedy | Centro-Park                                        | Deutschland                  | Maurer Söhne                          | Sitzend, Spinning              | 2001, Schließung: 24. Oktober 2010                                             |
| SpongeBob SquarePants Rock Bottom Plunge                                                                             | Nickelodeon Universe                               | Vereinigte Staaten           | Gerstlauer Amusement Rides            | Sitzend                        | 15. März 2008                                                                  |
| Stand Up | Skara Sommerland                                   | Schweden                     | Intamin                               | Stehend                        | 1988, Schließung: 1994                                                         |
| Starry Sky Ripper | World Joyland                                      | Volksrepublik China          | Bolliger & Mabillard                  | Flying                         | März 2011                                                                      |
| Stealth | Paramount’s Great America                          | Vereinigte Staaten           | Vekoma                                | Fliegend                       | 1. April 2000, Schließung: 2. September 2003                                   |
| Stealth | Thorpe Park                                        | Vereinigtes Königreich       | Intamin                               | Sitzend, Abschuss              | 15. März 2006                                                                  |
| Steel Dragon 2000 | Nagashima Spa Land                                 | Japan                        | Morgan                                | Sitzend                        | 1. August 2000 Neueröffnung: 3. September 2006                                 |
| Steel Eel | SeaWorld San Antonio                               | Vereinigte Staaten           | Morgan                                | Sitzend                        | 6. März 1999                                                                   |
| Steel Force | Dorney Park & Wildwater Kingdom                    | Vereinigte Staaten           | Morgan                                | Sitzend                        | 30. Mai 1997                                                                   |
| Steel Venom, 2000–2003: Superman Ultimate Escape                                                                     | Geauga Lake & Wildwater Kingdom                    | Vereinigte Staaten           | Intamin                               | Inverted                       | 5. Mai 2000, Schließung: 2006                                                  |
| Steel Venom (Valleyfair)                                                                                             | Valleyfair!                                        | Vereinigte Staaten           | Intamin                               | Inverted                       | 17. Mai 2003                                                                   |
| Storm Runner | Hersheypark                                        | Vereinigte Staaten           | Intamin                               | Sitzend, Abschuss              | 8. Mai 2004                                                                    |
| Stunt Fall | Parque Warner Madrid                               | Spanien                      | Vekoma                                | Inverted, Shuttle              | 24. Juli 2002                                                                  |
| Super 8er Bahn | Wiener Prater                                      | Österreich                   | Pinfari                               | Sitzend                        | 1997                                                                           |
| Superman: Ride of Steel                                                                                              | Six Flags America                                  | Vereinigte Staaten           | Intamin                               | Sitzend                        | 13. Mai 2000                                                                   |
| Superman: Ultimate Flight                                                                                            | Six Flags Great Adventure                          | Vereinigte Staaten           | Bolliger & Mabillard                  | Flying                         | 17. April 2003                                                                 |
| Superman: Ultimate Flight                                                                                            | Six Flags Great America                            | Vereinigte Staaten           | Bolliger & Mabillard                  | Flying                         | 3. Mai 2003                                                                    |
| Superman: Ultimate Flight                                                                                            | Six Flags Over Georgia                             | Vereinigte Staaten           | Bolliger & Mabillard                  | Flying                         | 6. April 2002                                                                  |
| Superman – La atracción de acero                                                                                     | Parque Warner Madrid                               | Spanien                      | Bolliger & Mabillard                  | Sitzend                        | 6. April 2002                                                                  |
| Superman El Último Escape                                                                                            | Six Flags México                                   | Mexiko                       | Morgan                                | Sitzend                        | 19. November 2004                                                              |
| Superman Escape | Warner Bros. Movie World                           | Australien                   | Intamin                               | Sitzend, Abschuss              | 26. Dezember 2005                                                              |
| Superman: Krypton Coaster                                                                                            | Six Flags Fiesta Texas                             | Vereinigte Staaten           | Bolliger & Mabillard                  | Sitzend                        | 11. März 2000                                                                  |
| Superman: Escape from Krypton                                                                                        | Six Flags Magic Mountain                           | Vereinigte Staaten           | Intamin                               | Sitzend, Abschuss              | 15. März 1997                                                                  |
| Supersonic Odyssey                                                                                                   | Cosmo’s World                                      | Malaysia                     | Intamin                               | Sitzend                        | 29. September 2003                                                             |
| SuperSplash | Plopsaland Belgium                                 | Belgien                      | Mack Rides                            | Sitzend, Wasser                | 1. April 2006                                                                  |
| SuperSplash | TusenFryd                                          | Norwegen                     | Mack Rides                            | Sitzend, Wasser                | 2003                                                                           |
| Superwirbel | Plopsaland Deutschland                             | Deutschland                  | Vekoma                                | Sitzend                        | 1979                                                                           |
| Talon | Dorney Park & Wildwater Kingdom                    | Vereinigte Staaten           | Bolliger & Mabillard                  | Inverted                       | 5. Mai 2001                                                                    |
| Taron | Phantasialand                                      | Deutschland                  | Intamin                               | Sitzend                        | 30. Juni 2016                                                                  |
| Tatsu | Six Flags Magic Mountain                           | Vereinigte Staaten           | Bolliger & Mabillard                  | Flying                         | 13. Mai 2006                                                                   |
| Taunusblitz | Taunus Wunderland                                  | Deutschland                  | Mack Rides                            | Sitzend                        | 1999                                                                           |
| Tennessee Tornado | Dollywood                                          | Vereinigte Staaten           | Arrow Dynamics                        | Sitzend                        | 17. April 1999                                                                 |
| Terror Train früher: Super Roller Coaster                                                                            | Planet FunFun                                      | Finnland                     | Vekoma                                | Sitzend                        | 1991 Schließung: 1995                                                          |
| Teststrecke | Meyer-transportabel                                | Deutschland                  | Schwarzkopf                           | Sitzend                        | 2009                                                                           |
| The Bat | Kings Island                                       | Vereinigte Staaten           | Arrow Dynamics                        | Suspended                      | 1981 Schließung: 1983                                                          |
| The Big Bad Wolf | Busch Gardens Europe                               | Vereinigte Staaten           | Arrow Dynamics                        | Suspended                      | 1984                                                                           |
| The Dragon | Ocean Park                                         | Volksrepublik China          | Arrow Dynamics                        | Sitzend                        | 1984                                                                           |
| The Georgia Scorcher                                                                                                 | Six Flags Over Georgia                             | Vereinigte Staaten           | Bolliger & Mabillard                  | Stehend                        | Mai 1999                                                                       |
| The Great American Scream Machine                                                                                    | Six Flags Great Adventure                          | Vereinigte Staaten           | Arrow Dynamics                        | Sitzend                        | 1989                                                                           |
| The Joker’s Jinx | Six Flags America                                  | Vereinigte Staaten           | Premier Rides                         | Sitzend, Abschuss              | 8. Mai 1999                                                                    |
| The Riddler’s Revenge                                                                                                | Six Flags Magic Mountain                           | Vereinigte Staaten           | Bolliger & Mabillard                  | Stehend                        | 4. April 1998                                                                  |
| The Roller Coaster, 1997–2006: Manhattan Express                                                                     | New York-New York Hotel & Casino                   | Vereinigte Staaten           | Togo                                  | Sitzend                        | 3. Januar 1997                                                                 |
| The Time Machine 2008: Led Zeppelin – The Ride                                                                       | Freestyle Music Park 2008: Hard Rock Park          | Vereinigte Staaten           | Bolliger & Mabillard                  | Sitzend                        | 15. April 2008                                                                 |
| The Ultimate | Lightwater Valley                                  | Vereinigtes Königreich       |                                       | Sitzend                        | 17. Juli 1991                                                                  |
| Thirteen | Alton Towers                                       | Vereinigtes Königreich       | Intamin                               | Sitzend                        | 20. März 2010                                                                  |
| Thriller | transportabel                                      | Deutschland                  | Schwarzkopf                           | Sitzend                        | 1986                                                                           |
| Thunder Dolphin | LaQua                                              | Japan                        | Intamin                               | Sitzend                        | 1. Mai 2003                                                                    |
| Titan | Six Flags Over Texas                               | Vereinigte Staaten           | Giovaola                              | Sitzend                        | 27. April 2001                                                                 |
| Titan V | Space World                                        | Japan                        | Arrow Dynamics                        | Sitzend                        | 5. März 1994                                                                   |
| Top Thrill Dragster                                                                                                  | Cedar Point                                        | Vereinigte Staaten           | Intamin                               | Sitzend, Abschuss              | 4. Mai 2003                                                                    |
| Tornado | Dyrehavsbakken                                     | Dänemark                     | Intamin                               | Sitzend                        | 9. April 2009                                                                  |
| Tornado | Parque de Atracciones de Madrid                    | Spanien                      | Intamin                               | Inverted                       | 23. Mai 1999                                                                   |
| Tornado | Särkänniemi                                        | Finnland                     | Intamin                               | Inverted                       | 30. April 2001                                                                 |
| Tower of Terror | Gold Reef City                                     | Südafrika                    |                                       | Sitzend                        | Dezember 2001 Neueröffnung: 2007                                               |
| Tower of Terror II, 1997–2010: Tower of Terror                                                                       | Dreamworld                                         | Australien                   | Intamin                               | Sitzend                        | 1997                                                                           |
| Trace Du Hourra | Parc Astérix                                       | Frankreich                   | Mack Rides                            | Bobbahn                        | 31. März 2001                                                                  |
| Triple Loop Coaster                                                                                                  | Sunway Lagoon                                      | Malaysia                     | Schwarzkopf                           | Sitzend                        | 1997, Schließung: 1999                                                         |
| Tulireki | Linnanmäki                                         | Finnland                     | Mack Rides                            | Sitzend                        | 29. April 2004                                                                 |
| Turbine 1982–1998: Sirocco                                                                                           | Walibi Belgium                                     | Belgien                      | Schwarzkopf                           | Sitzend, Abschuss, Shuttle     | 1982                                                                           |
| Twin Looper 2003–2004: JCB Twin Looper 1999–2002: Twin Looper 1997–1998: Sky Looper 1996: Gladiators 1995: Iron Wolf | American Adventure Theme Park                      | Vereinigtes Königreich       | Soquet                                | Sitzend                        | 1995 Schließung: 2006                                                          |
| Typhoon | Bobbejaanland                                      | Belgien                      | Gerstlauer Amusement Rides            | Sitzend                        | 10. April 2004                                                                 |
| V2: Vertical Velocity                                                                                                | Six Flags Discovery Kingdom                        | Vereinigte Staaten           | Intamin                               | Inverted                       | 8. Juni 2001                                                                   |
| Vampire | Chessington World of Adventures                    | Vereinigtes Königreich       | Arrow Dynamics                        | Suspended                      | 1990                                                                           |
| Van Helsing’s Factory                                                                                                | Movie Park Germany                                 | Deutschland                  | Gerstlauer Amusement Rides            | Sitzend                        | 17. Juni 2011                                                                  |
| Venus GP | Space World                                        | Japan                        | Maurer Söhne                          | Sitzend                        | 13. Februar 1996                                                               |
| Vertical Velocity früher: V2                                                                                         | Six Flags Great America                            | Vereinigte Staaten           | Intamin                               | Inverted                       | 18. Mai 2001                                                                   |
| Vertigo | Walibi Belgium                                     | Belgien                      | Doppelmayr                            | Suspended                      | 16. Juni 2007 Schließung: 19. Mai 2008                                         |
| Vertigorama | Parque de la Ciudad                                | Argentinien                  | Intamin                               | Sitzend                        | nie eröffnet                                                                   |
| Vild-Svinet | BonBon-Land                                        | Dänemark                     | Gerstlauer Amusement Rides            | Sitzend                        | 16. Mai 2003                                                                   |
| Vilda Musen | Gröna Lund                                         | Schweden                     | Gerstlauer Amusement Rides            | Sitzend                        | 18. April 2003                                                                 |
| Viper | Darien Lake                                        | Vereinigte Staaten           | Arrow Dynamics                        | Sitzend                        | Mai 1982                                                                       |
| Viper | Six Flags Great Adventure                          | Vereinigte Staaten           | Togo                                  | Sitzend                        | Juni 1995, Schließung: 2004                                                    |
| Viper | Six Flags Magic Mountain                           | Vereinigte Staaten           | Arrow Dynamics                        | Sitzend                        | 7. April 1990                                                                  |
| Vogel Rok | Efteling                                           | Niederlande                  | Vekoma                                | Sitzend                        | 9. April 1998                                                                  |
| Volare | Wiener Prater                                      | Österreich                   | Zamperla                              | Flying Coaster                 | 3. April 2004                                                                  |
| Volcano, The Blast Coaster                                                                                           | Kings Dominion                                     | Vereinigte Staaten           | Intamin                               | Inverted                       | 3. August 1998                                                                 |
| Vonkaputous | Linnanmäki                                         | Finnland                     | Premier Rides                         | Sitzend                        | 12. Mai 2001                                                                   |
| Vortex | California’s Great America                         | Vereinigte Staaten           | Bolliger & Mabillard                  | Stehend                        | 9. März 1991                                                                   |
| Vortex | Canada’s Wonderland                                | Kanada                       | Arrow Dynamics                        | Suspended                      | 1991                                                                           |
| Vortex | Carowinds                                          | Vereinigte Staaten           | Bolliger & Mabillard                  | Stehend                        | 14. März 1992                                                                  |
| Vortex | Kings Island                                       | Vereinigte Staaten           | Arrow Dynamics                        | Sitzend                        | 11. April 1987                                                                 |
| Wicked | Lagoon                                             | Vereinigte Staaten           | Zierer Rides                          | Sitzend                        | 1. Juni 2007                                                                   |
| Wicked Twister | Cedar Point                                        | Vereinigte Staaten           | Intamin                               | Inverted                       | 5. Mai 2002                                                                    |
| Wild Thing | Valleyfair!                                        | Vereinigte Staaten           | Morgan                                | Sitzend                        | 11. Mai 1996                                                                   |
| Wild Train | Fantasiana Erlebnispark                            | Österreich                   | Pax Company                           | Sitzend                        | 23. April 2005 Schließung: 02. November 2024                                   |
| WildFire | Silver Dollar City                                 | Vereinigte Staaten           | Bolliger & Mabillard                  | Sitzend                        | 4. April 2001                                                                  |
| Windjammer Surf Racers 1999: Jammer 26. März 1997 bis 1999: Windjammer Surf Racers                                   | Knott’s Berry Farm                                 | Vereinigte Staaten           | Togo                                  | Sitzend                        | 26. März 1997                                                                  |
| Winja’s Fear & Winja’s Force                                                                                         | Phantasialand                                      | Deutschland                  | Maurer Söhne                          | Sitzend, Spinning              | 30. März 2002                                                                  |
| Wirbelwind | Fort Fun Abenteuerland                             | Deutschland                  | Vekoma                                | Sitzend                        | 1982                                                                           |
| X2 bis 2007: X | Six Flags Magic Mountain                           | Vereinigte Staaten           | Arrow Dynamics                        | 4. Dimension                   | 12. Januar 2002                                                                |
| X-Flight | Geauga Lake                                        | Vereinigte Staaten           | Vekoma                                | Fliegend                       | 26. Mai 2001                                                                   |
| X-treme Racers | Legoland Billund                                   | Dänemark                     | Mack Rides                            | Sitzend                        | 23. März 2002                                                                  |
| X:\ No Way Out | Thorpe Park                                        | Vereinigtes Königreich       | Vekoma                                | Sitzend                        | 1996                                                                           |
| Xcelerator | Knott’s Berry Farm                                 | Vereinigte Staaten           | Intamin                               | Sitzend                        | 22. Juni 2002                                                                  |
| XLR-8 | Six Flags AstroWorld                               | Vereinigte Staaten           | Arrow Dynamics                        | Suspended                      | 1984                                                                           |
| Xpress April 2000–2004: Superman The Ride                                                                            | Walibi Holland                                     | Niederlande                  | Vekoma                                | Sitzend, Abschuss              | April 2000                                                                     |
| Z-Force | Six Flags Great America                            | Vereinigte Staaten           | Intamin                               | Sitzend                        | 1985, Schließung: 1987                                                         |
| Z-Force | Six Flags Over Georgia                             | Vereinigte Staaten           | Intamin                               | Sitzend                        | 1988, Schließung: 1990                                                         |
| Zaturn | Space World                                        | Japan                        | Intamin                               | Sitzend, Abschuss              | 29. April 2006                                                                 |
| Zonga | Six Flags Discovery Kingdom                        | Vereinigte Staaten           | Schwarzkopf                           | Sitzend                        | 25. April 2003                                                                 |